# 劉洋 (漢趙)
刘洋（?—?），五胡十六国时汉国大臣。新兴（今山西省忻州）匈奴人，封长乐王。
汉河瑞二年（310年）正月，汉皇帝劉淵立梁王刘和为太子，宣布大赦。封儿子刘乂为北海王，以长乐王刘洋任大司马。七月初九，刘渊卧病不起，七月初十，以陈留王刘欢乐任太宰，大司马、长乐王刘洋为太傅，江都王刘延年为太保，楚王刘聪为大司马、大单于，都兼任录尚书事，受遗诏辅政。七月十八日，刘渊去世。太子刘和继承皇位。